# Хаббард (тауншип, округ Полк, Миннесота)
Хаббард (англ. Hubbard) — тауншип в округе Полк, Миннесота, США. На 2000 год его население составило 83 человека.

## География
По данным Бюро переписи населения США площадь тауншипа составляет 107,2 км², из которых 107,1 км² занимает суша, а 0,1 км² — вода (0,10 %).

## Демография
По данным переписи населения 2000 года здесь находились 83 человека, 38 домохозяйств и 27 семей. Плотность населения —  0,8 чел./км². На территории тауншипа расположено 43 постройки со средней плотностью 0,4 построек на один квадратный километр. Расовый состав населения: 98,80 % белых и 1,20 % коренных американцев.
Из 38 домохозяйств в 15,8 % воспитывались дети до 18 лет, в 57,9 % проживали супружеские пары, в 10,5 % проживали незамужние женщины и в 28,9 % домохозяйств проживали несемейные люди. 28,9 % домохозяйств состояли из одного человека, при том 21,1 % из — одиноких пожилых людей старше 65 лет. Средний размер домохозяйства — 2,18, а семьи — 2,59 человека.
16,9 % населения — младше 18 лет, 4,8 % — в возрасте от 18 до 24 лет, 20,5 % — от 25 до 44, 27,7 % — от 45 до 64, и 30,1 % — старше 65 лет. Средний возраст — 50 лет. На каждые 100 женщин приходилось 97,6 мужчин. На каждые 100 женщин старше 18 приходилось 97,1 мужчин.
Средний годовой доход домохозяйства составлял 43 438 долларов, а средний годовой доход семьи —  46 250 долларов. Средний доход мужчин —  32 500  долларов, в то время как у женщин — 28 750. Доход на душу населения составил 20 561 доллар. За чертой бедности не находилась ни одна семья и 3,3 % всего населения тауншипа.